# Amphicteis weberi
Amphicteis weberi är en ringmaskart som beskrevs av Maurice Caullery 1944. Amphicteis weberi ingår i släktet Amphicteis och familjen Ampharetidae. Inga underarter finns listade i Catalogue of Life.